# Walter Hugh Crosland
Walter Hugh Crosland, britanski general, * 1894, † 1960.